# Derby du Nord (cyclisme)
Pour les articles homonymes, voir Derby du Nord (homonymie).
Le Derby du Nord est une course cycliste à étapes française, organisée en 1935 et 1936.

## Description
Deux éditions de la compétition sont organisées durant la période de l'entre-deux-guerres, en 1935 et 1936.
La course consiste en une boucle reliant Boulogne-sur-Mer dans le département du Pas-de-Calais en un aller-retour, en passant par le département du Nord à Lille et Valenciennes et par celui de la Somme à Amiens en quatre journées du mois d'avril.

## Palmarès
| Année   | Vainqueur             | Deuxième            | Troisième             |
| ------- | --------------------- | ------------------- | --------------------- |
| 1935    | Cyriel Van Overberghe | Jules Merviel       | Leander Ghyssels      |
| Étape 1 | Émile Decroix         | Félicien Vervaecke  | Cyriel Van Overberghe |
| Étape 2 | Jan Vandenberghen     | Jules Merviel       | Léon Louyet           |
| Étape 3 | François Adam         | Frans Guerinckx     | Jan Vandenberghen     |
| Étape 4 | Félicien Vervaecke    | Leander Ghyssels    | Cyriel Van Overberghe |
| 1936    | Albert van Schendel   | Georges Christiaens | Sylvère Maes          |
| Étape 1 | Joseph Moerenhout     | Lucien Storme       | Sylvère Maes          |
| Étape 2 | Raffaele Di Paco      | Ernest Planckaert   | Robert Tanneveau      |
| Étape 3 | Robert Rigaux         | Sylvain Grysolle    | Frans Bonduel         |
| Étape 4 | Robert Tanneveau      | Michel Buyck        | Paul Maye             |